# Ingela Sahlin
Ingela Kristina Sahlin, född 4 november 1950 i Bromma församling, Stockholms län är en svensk skådespelare. 
Sahlin utexaminerades från Statens scenskola i Malmö 1972.

## Filmografi (urval)
- 1978 - Sommarflickan (TV-serie)
- 1979 - Våning för 4 (TV)
- 1983 - Torsten och Greta (TV)
- 1989 -  Varuhuset (TV)
- 1989 - Tre kärlekar (TV-serie gästroll)
- 1991 - Barnens Detektivbyrå (TV)
- 1993 - Allis med is (TV-serie)
- 1995 - Snoken (TV-serie gästroll)
- 1995 - Anmäld försvunnen (TV-serie gästroll)
- 1997 - Beck - Spår i mörker
- 1998 - OP7 (TV-serie gästroll)
- 2001 - Nya tider (TV-serie gästroll)
- 2000 - Naken

## Teater

### Roller (ej komplett)
| År   | Roll            | Produktion | Regi                                    | Teater                           |
| ---- | --------------- | --- | --------------------------------------- | -------------------------------- |
| 1972 |                 | Alla mot en Martha Vestin och Tom Lagerborg                                                                                            | Jan Lewin                               | Norrköping-Linköping stadsteater |
| 1972 |                 | Pampen Lars Björkman | Jan Lewin                               | Norrköping-Linköping stadsteater |
| 1973 | Anna            | Albert och Anna Claes von Rettig | Claes von Rettig                        | Norrköping-Linköping stadsteater |
| 1973 |                 | Ansikte mot ansikte Fickteatern |                                         | Norrköping-Linköping stadsteater |
| 1973 |                 | Tjejen i aspen Staffan Göthe | Göran Sarring                           | Norrköping-Linköping stadsteater |
| 1973 | Misan           | Mumintroll i kulisserna Tove Jansson och Erna Tauro                                                                                    | Leif Magnusson                          | Norrköping-Linköping stadsteater |
| 1974 | Elise           | Den girige Molière | Göran Sarring                           | Norrköping-Linköping stadsteater |
| 1974 | Bruden          | Bellman, Blomman, Baby och Bruden Gösta Bredefeldt, Lars Hansson, Lise-Lotte Nilsson, Suzanne Osten, Lena Söderblom och Gunnar Edander | Göran Sarring                           | Norrköping-Linköping stadsteater |
| 1974 | Madelon         | Ljusstaken Alfred de Musset | Olle Johansson                          | Norrköping-Linköping stadsteater |
| 1974 | Laura Wingfield | Glasmenageriet Tennessee Williams | Bertil Norström                         | Norrköping-Linköping stadsteater |
| 1975 | Anja            | Körsbärsträdgården Anton Tjechov | Gunnel Lindblom                         | Norrköping-Linköping stadsteater |
| 1975 | Siv             | Kung David Brita Lang | Torsten Sjöholm                         | Norrköping-Linköping stadsteater |
| 1975 | Hero            | Mycket väsen för ingenting William Shakespeare                                                                                         | Hans Elfvin                             | Norrköping-Linköping stadsteater |
| 1975 |                 | Glasblåsarns barn Maria Gripe | Göran Sarring                           | Norrköping-Linköping stadsteater |
| 1976 |                 | Chile lider en plåga, sånger och dikter om ett förtryckt folk                                                                          | Kerttu Thorén Tillsammans med ensemblen | Norrköping-Linköping stadsteater |
| 1976 | Marie David     | Tribadernas natt P.O. Enquist | John Zacharias                          | Norrköping-Linköping stadsteater |
| 1977 | Julia           | Romeo och Julia William Shakespeare | Hans Elfvin                             | Norrköping-Linköping stadsteater |
| 1977 | Angelica        | Söndagpromenaden Lars Forssell | Lars Gerhard Norberg                    | Norrköping-Linköping stadsteater |
| 1991 | Phyllis         | Stilla natt Alan Ayckbourn | Jacob Nordenson                         | Boulevardteatern                 |